# Luís Edmundo Pereira
Luís Edmundo Pereira, més conegut com a Luís Pereira, (Juazeiro, 21 de juny de 1949) és un futbolista brasiler retirat de la dècada de 1970.

## Trajectòria esportiva
Pel que fa a clubs, destacà al S.E. Palmeiras i Atlètic de Madrid. Jugà 562 partits amb el Palmeiras (34 gols) i 171 amb l'At. de Madrid (17 gols). Guanyà tres campionats brasilers amb el Palmeiras (1969, 1972 i 1973), una lliga amb l'Atlético (1976-77) i una copa (1976). També fou internacional amb la selecció brasilera de futbol, amb la qual disputà 36 partits entre el juny de 1973 i el juliol de 1977. Participà en el Mundial de 1974.
Un cop retirat fou entrenador als clubs São Bento i Sãocarlense, i entrenador assistent a l'A.D. São Caetano.

## Palmarès
Palmeiras
- Campionat paulista:
  - 1972, 1974
- Campionat brasiler de futbol:
  - 1969, 1972, 1973

Atlètic de Madrid
- Lliga espanyola de futbol:
  - 1977
- Copa del Rei de futbol:
  - 1976